# Педро Севальйос
Педро Севальйос Ґуерра (ісп. Pedro Ceballos Guerra; 1759–1838) — іспанський дипломат і політик, двічі очолював уряд країни під час Наполеонівських війн.

## Життєпис
Навчався у різних навчальних закладах, після чого 1777 року вступив до університету Вальядоліда, де вивчав право. Вже 1781 року став професором того ж вишу. Займався викладацькою діяльністю в alma-mater до 1790.
Після цього Севальйос перейшов на дипломатичну службу. Від 1793 до 1795 року займав пост першого секретаря іспанського посольства в Лісабоні. Після цього він повернувся на батьківщину, де обіймав посаду міністра фінансів.
1799 року іспанський король Карл IV призначив Севальйоса на посаду державного секретаря (фактично глави уряду). Натомість Севальйос не мав особливих політичних талантів, через що був змушений поділитись владою з амбіційним Мануелем Годоєм, колишнім державним секретарем. Останній був фаворитом королівської пари й фактичним керівником держави.
Становище Іспанії було нестійким від самого початку Наполеонівських війн, а 1808 року воно похитнулось ще сильніше. Іспанія та Франція планували вторгнення до меж їхнього спільного ворога — Португалії — втім французи планували зрадити союзника та захопити Іспанію. Коли це стало відомо іспанській еліті, вони змусили короля зректись престолу на користь Фернандо VII. Однак такий крок не зміг зупинити Наполеона, й іспанський король був взятий у полон.
Севальйос подав у відставку та втік до Лондона, повернувшись на батьківщину тільки 1814 року після звільнення Мадрида. Тоді він знову зайняв пост голови уряду, втім його каденція була нетривалою.